# 1778
1778 (MDCCLXXVIII) byl rok, který dle gregoriánského kalendáře započal čtvrtkem.

## Události
- 18. ledna – Anglický mořeplavec James Cook na své plavbě jako první Evropan objevil Havajské ostrovy.
- 3. července – Prusko vyhlásilo Habsburské monarchii válku a o dva dny později jeho armáda vstoupila na české území.
- 26. srpna – Tři slovinští horalové poprvé vystoupili na Triglav, nejvyšší horu Julských Alp.
- Na území dnešního státu Kentucky bylo založeno město Louisville.

### Probíhající události
- 1775–1783 – Americká válka za nezávislost
- 1776–1780 – Třetí plavba Jamese Cooka
- 1778–1779 – Válka o bavorské dědictví

## Vědy a umění
- 3. srpna – V Miláně bylo otevřeno divadlo La Scala.
- Švédský chemik Carl Wilhelm Scheele objevil chemický prvek molybden.

## Narození

### Česko
- 31. ledna – František Antonín Kolovrat, šlechtic a rakouský státník († 4. dubna 1861)
- 12. dubna – Jan Václav Chmelenský, český hudební skladatel († 4. února 1864)
- 18. září – Václav Nedoma, český kamenosochař († 18. srpna 1833)
- 14. prosince – Mikuláš Kraft, violoncellista a skladatel českého původu († 1853)
- neznámé datum – František Liebich, severočeský malíř († 3. ledna 1830)

### Svět

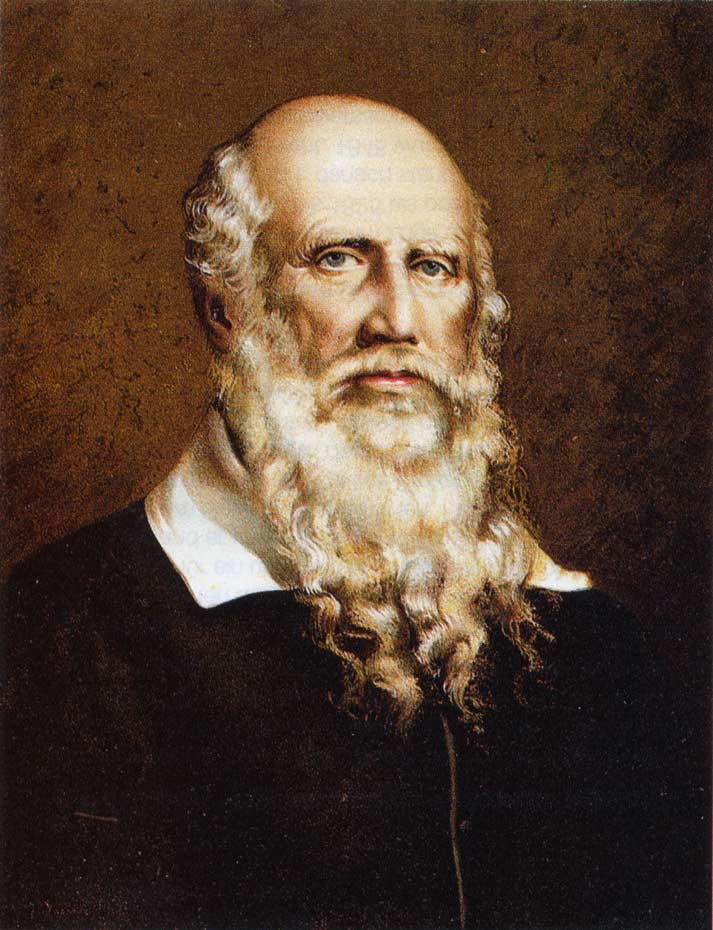
Friedrich Ludwig Jahn (* 11. srpna)

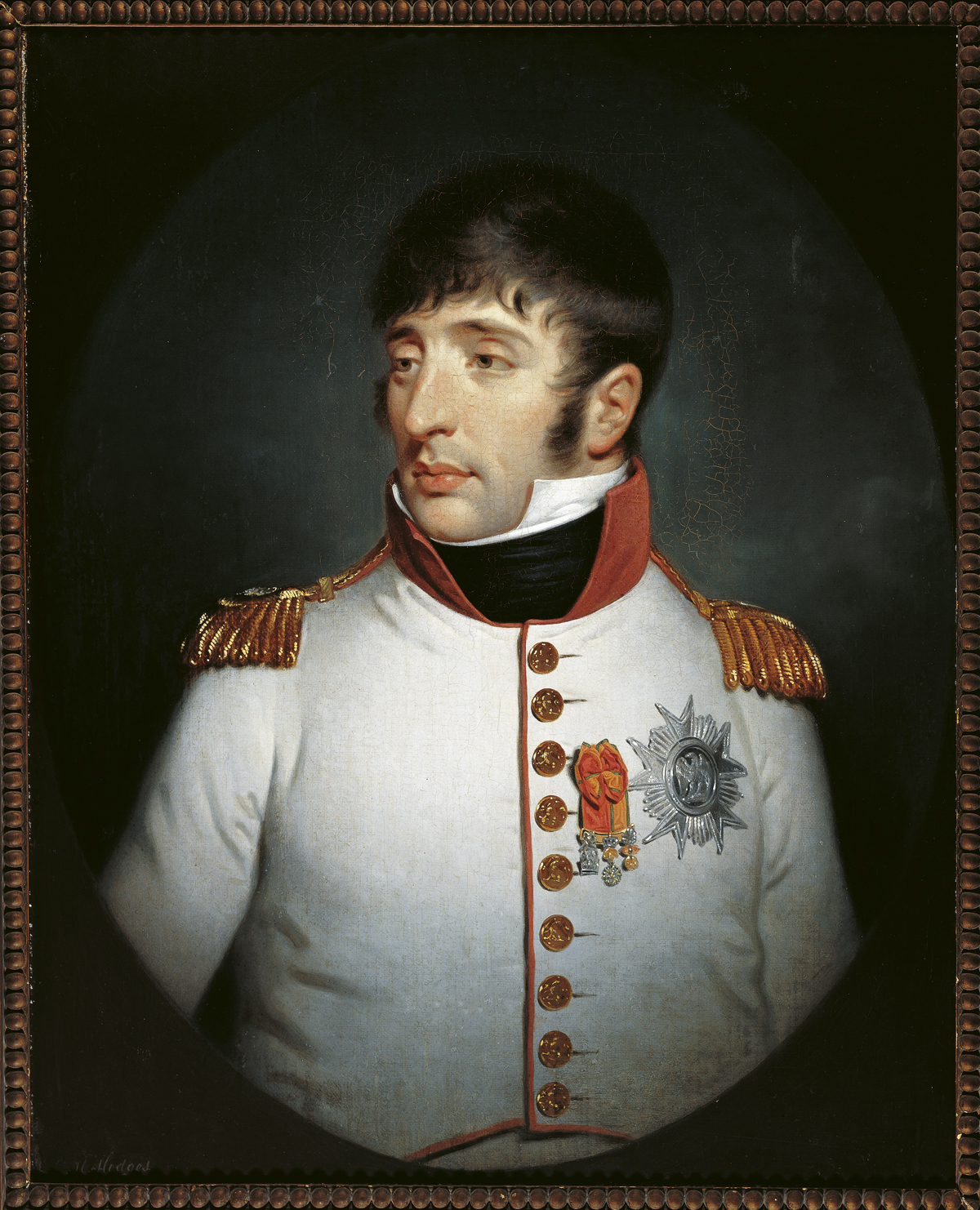
Ludvík Bonaparte (* 2. září)

- 9. ledna – Thomas Brown, skotský filozof, metafyzik a básník († 2. dubna 1820)
- 4. února – Augustin Pyramus de Candolle, švýcarský botanik († 9. září 1841)
- 6. února – Ugo Foscolo, italský spisovatel († 10. září 1827)
- 14. února – Fernando Sor, španělský kytarista a skladatel († 10. června 1839)
- 25. února – José de San Martín, argentinský bojovník za nezávislost († 17. srpna 1850)
- 2. března – Frederika Meklenbursko-Střelická, princezna pruská, královna hannoverská († 29. června 1841)
- 8. března – Friedrich August Kanne, rakouský skladatel, muzikolog a hudební kritik († 16. prosince 1833)
- 15. března – Pauline Fourès, francouzská malířka a milenka Napoleona Bonaparte († 18. března 1869)
- 24. března
  - Anton von Gapp, rakouský profesor práv († 1. dubna 1862)
  - Sophie Blanchard, francouzská pilotka balónu († 7. července 1819)
- 31. března – Coenraad Jacob Temminck, nizozemský zoolog († 30. ledna 1858)
- 2. dubna – Teresa Pola, italská šlechtična († 23. dubna 1814)
- 9. dubna – Louis de Beaupoil de Sainte-Aulaire, francouzský politik († 13. listopadu 1854)
- 7. června – George Brummell, anglický módní idol († 30. března 1840)
- 3. července – Carl Ludwig Engel německo-finský architekt a malíř († 14. května 1840)
- 17. července – Esma Sultan, osmanská princezna a dcera sultána Abdulhamida I. († 4. června 1848)
- 11. srpna – Friedrich Ludwig Jahn, pruský pedagog a vlastenec († 15. října 1852)
- 20. srpna – Bernardo O'Higgins, chilský bojovník za nezávislost († 24. října 1842)
- 2. září – Ludvík Bonaparte, francouzský šlechtic, holandský král († 25. července 1846)
- 8. září – Clemens Brentano, německý básník († 28. července 1842)
- 19. září – Henry Brougham, skotský politik a státník († 7. května 1868)
- 20. září – Fadděj Faddějevič Bellingshausen, ruský (estonský) mořeplavec, objevitel Antarktidy († 25. ledna 1852)
- 8. října – Hyacinthe-Louis de Quélen, pařížský arcibiskup († 31. prosince 1839)
- 22. října – Javier de Burgos, španělský právník, politik, novinář a překladatel († 22. ledna 1848)
- 5. listopadu – Giovanni Battista Belzoni, italský cestovatel a archeolog († 3. prosince 1823)
- 11. listopadu – Gustav IV. Adolf, švédský král († 7. února 1837)
- 14. listopadu – Johann Nepomuk Hummel, rakouský hudební skladatel († 17. října 1837)
- 29. listopadu – Hryhorij Kvitka-Osnovjanenko, ukrajinský prozaik, dramatik, kritik († 20. srpna 1843)
- 6. prosince – Joseph Louis Gay-Lussac, francouzský chemik a fyzik († 9. května 1850)
- 17. prosince – Humphry Davy, anglický chemik († 29. května 1829)
- 19. prosince – Marie Terezie Bourbonská, dcera francouzského krále Ludvíka XVI. († 19. října 1851)
- neznámé datum
  - Francisco Manuel Blanco, španělský mnich a botanik († 1845)
  - Alexandr Rylejev, ruský generál († 28. května 1840)
  - Billy Waters, londýnský žebravý herec († 1823)

## Úmrtí

### Česko
- 12. dubna – Jan Kryštof Clam, šlechtic (* 11. července 1702)
- 13. dubna - Hajný Rodler z Milevska
- 11. července – Joseph Stepling, astronom (* 29. června 1716)
- neznámé datum
  - Martin Krupka, barokní sochař (* 1723)
  - Šmu'el Šmelke Horovic, haličský a moravský rabín (* 1726)

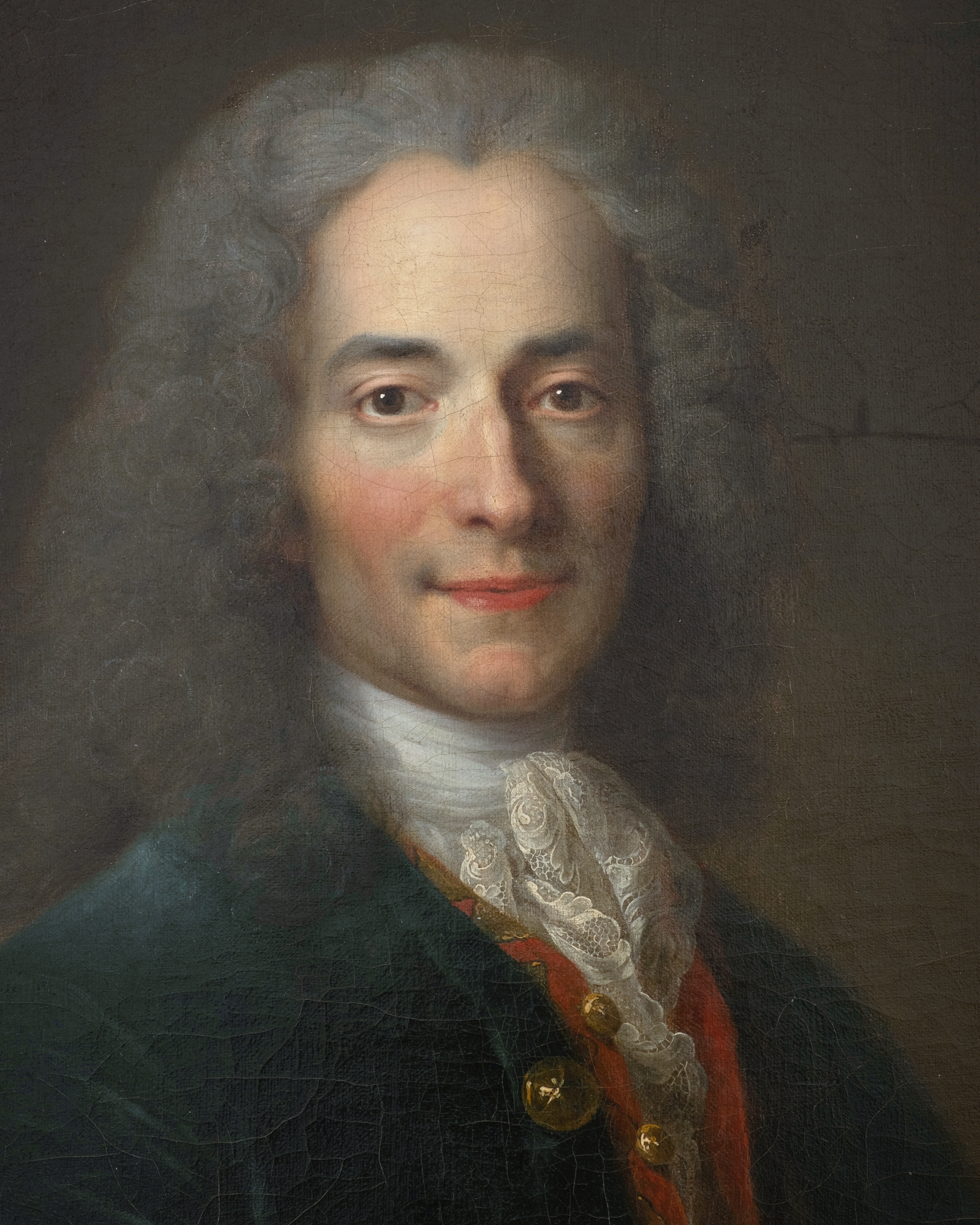
Voltaire († 30. května)

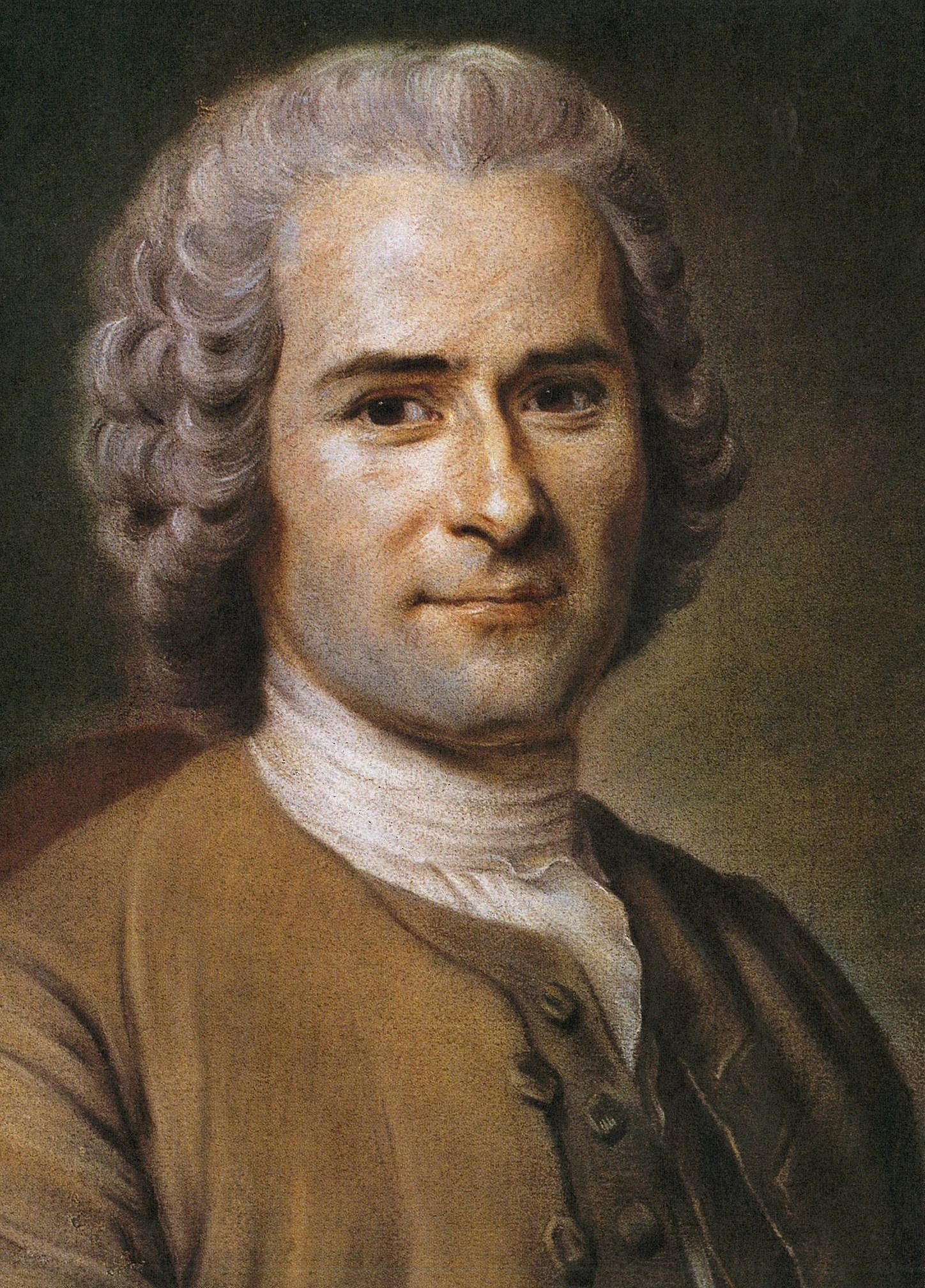
Jean-Jacques Rousseau († 2. července)

### Svět
- 10. ledna – Carl Linné, švédský přírodovědec, botanik a lékař (* 23. května 1707)
- 22. ledna – Christian Ziegra, luteránský teolog a historik (* 26. února 1719)
- 28. ledna – Ferdinand Bonaventura II. Antonín hrabě z Harrachu, rakousko-český politik a diplomat (* 11. dubna 1708)
- 5. března – Thomas Arne, anglický skladatel (* 28. května 1710)
- 11. května – William Pitt, britský státník a premiér (* 15. listopadu 1708)
- 30. května – Voltaire, francouzský spisovatel (* 21. listopadu 1694)
- 2. července – Jean Jacques Rousseau, francouzský filosof a spisovatel (28. června 1712)
- 3. července – Anna Maria Mozartová, matka W. A. Mozarta (* 25. prosince 1720)
- 21. července – Christian Moritz von Königsegg-Rothenfels, císařský polní maršál (* 24. listopadu 1705)
- 17. srpna – Karel Maria Raimund z Arenbergu, rakouský polní maršál (* 1. dubna 1721)
- 12. září – Ludvík Meklenbursko-Zvěřínský, dědičný princ meklenbursko-zvěřínský (* 6. srpna 1725)
- 11. října – Saliha Sultan, osmanská princezna a dcera sultána Ahmeda III. (* 20. dubna 1715)
- 16. října – Melusina von der Schulenburg, nemanželská dcera anglického krále Jiřího I. (* 1. dubna 1693)
- 30. října – Davide Perez, italský hudební skladatel (* 1711)
- 9. listopadu – Giovanni Battista Piranesi, italský rytec, archeolog, architekt (* 4. října 1720)
- 29. listopadu – Pavel Doležal, slovenský kněz a jazykovědec (* 20. ledna 1700)
- 13. prosince – Safiye Sultan, osmanská princezna a dcera sultána Mustafy II. (* 13. prosince 1696)
- neznámé datum
  - Jiří Čart, český houslista a skladatel (* 8. dubna 1708)
  - František Jiránek, český hudební skladatel (* 24. července 1698)

## Hlavy států
- Francie – Ludvík XVI. (1774–1792)
- Habsburská monarchie – Marie Terezie (1740–1780)
- Osmanská říše – Abdulhamid I. (1774–1789)
- Polsko – Stanislav II. August Poniatowski (1764–1795)
- Prusko – Fridrich II. (1740–1786)
- Rusko – Kateřina II. Veliká (1762–1796)
- Španělsko – Karel III. (1759–1788)
- Švédsko – Gustav III. (1771–1792)
- Velká Británie – Jiří III. (1760–1820)
- Svatá říše římská – Josef II. (1765–1790)
- Papež – Pius VI. (1774–1799)
- Japonsko – Go-Momozono (1771–1779)